# カトリック壱岐教会
カトリック壱岐教会（カトリックいききょうかい）は、長崎県壱岐市にある、キリスト教（カトリック）の聖堂。
大村市にある水主町教会の巡回教会となっている。ミサは月に一回捧げられる。